# Mario Batali
Mario Francesco Batali dit Mario Batali né le 19 septembre 1960 à Seattle est un chef, écrivain et restaurateur américain. Batali possède des restaurants à New York, Las Vegas, Los Angeles et Newport Beach, en Californie, Boston, Singapour, Westport, au Connecticut et New Haven, au Connecticut,,,,. Batali est apparu sur le réseau alimentaire, sur des spectacles tels que Molto Mario et Iron Chef America (en), sur lequel il était l’un des en vedette "Iron Chefs". En 2017, le site d’examen des restaurants Eater (en) a révélé de nombreuses accusations d’inconduite sexuelle contre Batali et, en mars 2019, il a vendu tous ses avoirs dans les restaurants.

## Biographie

### Jeunesse
Batali est né à Seattle le 19 septembre 1960 de Marilyn (LaFramboise) et Armandino Batali, qui ont fondé le restaurant Salumi de Seattle en 2006,. Son père est d’origine italienne et sa mère est en partie d’origine canadienne-française. Batali a fréquenté l’Université Rutgers à New Brunswick, dans le New Jersey, tout en travaillant comme cuisinière au pub/restaurant Stuff Yer Face.

### Vie privée
En 1994, il a épousé Susi Cahn et ils ont deux fils,. Batali est le gendre de Miles et Lillian Cahn, fondateurs de Coach Inc. Le frère de Batali, Dana Batali, a été directeur du développement de Pixar RenderMan de 2001 à 2015,.

## Carrière
À 29 ans, Batali était sous-chef au Four Seasons Biltmore après avoir travaillé comme sous-chef pour le Four Seasons Clift Hotel San Francisco (depuis 1995, connu sous le nom de "The Clift", sous-propriétaire). Au début de sa carrière, Batali a travaillé avec le chef Jeremiah Tower à son restaurant de San Francisco, Stars. Stars a été ouvert de 1984 à 1999 et est considéré comme l’un des berceaux de l’institution du chef célèbre. Batali est apparu dans l’émission Food Network Molto Mario qui a été diffusée de 1996 à 2004. Le spectacle a fait de Batali un nom de famille et a popularisé le réseau alimentaire.
En 1998, Batali, Joe Bastianich et Lidia Bastianich forment le B&B Hospitality Group, également connu sous le nom de Batali & Bastianich Hospitality Group. Le restaurant phare de B&B est le Babbo Ristorante e Enoteca à New York qui a une étoile Michelin.
Batali a été coanimateur de l’émission de jour ABC The Chew (en) de sa première en 2011 à 2017.
En 2012, une poursuite a été réglée par Batali (et B&B) avec 117 membres du personnel du restaurant, qui a allégué que l’organisation Batali avait écrémé un pourcentage des pourboires dans ses restaurants sur une période de plusieurs années.

## Philanthropie et activisme social
Batali critique la fracturation hydraulique, communément appelée fracturation, une méthode d’extraction de gaz naturel. Il a adhéré à la cause des Chefs pour les Marcellus, dont la mission est de "protéger [New York’s] regional foodshed from the dangers of hydraulic fracturing for natural gas (fracking),." En mai 2013, Batali a co-écrit un article d’opinion avec le chef Bill Telepan pour le New York Daily News, dans lequel les deux ont écrit que "La fracturation hydraulique […] pourrait causer de graves dommages à l’industrie agricole [de New York] et nuire aux entreprises, comme la nôtre, qui dépendent d’aliments salubres, sains et locaux." Batali a fait l’objet d’un livre de 2007 intitulé "Heat" par Bill Buford qui a détaillé sa philosophie à divers aspects de l’activisme social, ainsi que la cuisine et la vie.
Mme Batali a été ambassadrice et membre du conseil d’administration du The Lunchbox Fund (en), un organisme à but non lucratif qui offre un repas quotidien aux élèves des écoles des cantons de Soweto, en Afrique du Sud. En décembre 2017, Batali a démissionné de son poste au sein de l’organisation en réponse aux allégations d’inconduite sexuelle portées contre lui.
En 2008, Batali et son épouse Susi Cahn ont fondé la Fondation Mario Batali, finançant divers programmes éducatifs pour enfants et la recherche sur les maladies pédiatriques.
Il soutient la pratique de la Méditation Transcendantale à travers la Fondation David-Lynch,.

## Philosophie de cuisine
Dans une interview de 2012, Batali a déclaré que la bonne cuisine italienne était caractérisée par la simplicité, un aperçu qu’il a attribué à son temps de travail dans un restaurant à Borgo Capanne (en), Italie.

## Allégations d'inconduite sexuelle
Le 11 décembre 2017, le site Web Eater a rapporté que quatre femmes avaient accusé Batali de harcèlement sexuel et d’agression sexuelle,,. Le lendemain, quatre autres femmes s’étaient manifestées. Batali a pris congé de son poste à la société de gestion Batali & Bastianich Hospitality Group. Les producteurs de The Chew d’ABC lui ont demandé de se retirer temporairement,, pendant que ses collègues coanimateurs parlaient publiquement des allégations à l’antenne, et il a été congédié de l’émission le 14 décembre 2017.
Food Network a mis fin à son projet de diffuser des épisodes de son émission de télévision Molto Mario après les allégations. La cible a annoncé qu’elle avait retiré les sauces et les livres de cuisine de Batali des ventes.
En mai 2018, d’autres accusations d’agression sexuelle contre Batali ont été diffusées sur un épisode de 60 Minutes, et la police de New York a confirmé qu’elle enquêtait sur Batali pour son comportement passé, y compris une agression présumée qui a eu lieu au Cochon Taché, un restaurant où Batali était un investisseur. Batali a nié une allégation d’agression sexuelle, mais a dit "Mon comportement passé a été profondément inapproprié et je suis sincèrement remords pour mes actions." Quelques jours plus tard, la société B&B Hospitality Group de Batali a annoncé qu’elle fermerait ses trois restaurants de Las Vegas Strip après que le Las Vegas Sands Corp. ait mis fin à la relation des sociétés.
En janvier 2019, la police de New York a refusé d’inculper Batali pour deux agressions sexuelles présumées dans ses restaurants de New York en raison du manque de preuves.
En juillet 2021, Batali, Bastianich et leur ancienne entreprise de restauration ont convenu d’un règlement dans l’affaire de l’État de New York qui faisait l’objet d’une enquête par le procureur général de New York, selon lequel ils paieraient 600 000 $ à plus de 20 anciens employés (hommes et femmes). de trois restaurants à Manhattan,.
En mars 2019, Batali a cédé sa participation dans Batali & Bastianich Hospitality Group, un partenariat entre Batali et la famille Bastianich, dont Joe et Lidia Bastianich. Il a également vendu sa participation minoritaire dans Eataly, un marché alimentaire italien. Les Bastianiches a déclaré que le nom de B&B Hospitality Group va changer. Batali a été le premier chef à renoncer à la propriété dans tous ses restaurants après des rapports d’inconduite sexuelle.

### Procès et acquittement
En mai 2019, Batali a été accusé d’attentat à la pudeur et de coups et blessures à Boston. Au tribunal, l’accusateur a allégué que Batali l’avait tripotée en avril 2017 dans un bar à Boston. Batali a plaidé non coupable et a choisi un procès en cours.
Le 10 mai 2022, Batali a été acquitté par un juge de la Cour municipale de Boston (en) qui a statué que la conduite de Batali pendant l’incident allégué "ne convenait pas à une personne publique de sa stature" mais d’accord avec les arguments de la défense que son accusateur avait des problèmes de crédibilité et était motivé par des gains financiers pour faire son accusation.

## Crédits de télévision et de cinéma
- 1996-2004 : Molto Mario
- 1998 : Mediterranean Mario
- 2001-2002 : Ciao America with Chef Mario Batali
- Iron Chef America: Battle of the Masters
- Iron Chef America: The Series
- ICA: All-Star Special[42]
- 2005 : Anthony Bourdain: No Reservations (en)
- 2006 : Emeril Live (en)
- 2006-2006 : Chefography (en)
- 2007 : Mario, FULL BOIL[43],[44]
- 2008 : Spain... on the Road Again (en)
- 2009 : Fantastic Mr. Fox : Lapin
- 2010-2012 : The Daily Show
- 2010 : Faces of America (en)[45]
- 2010 : Bitter Feast (en) : Gordon
- 2010 : Saturday Night Live
- 2011-2017 : The Chew (en)
- Good Morning America
- 2016 : Fuck, That's Delicious (en)
- 2017 : Moltissimo
- 2017 : Worth it[46]
- 2017 : Les Simpson
- 2017 : The Untitled Action Bronson Show (en)

## Nomination
- 1998 : "Meilleur nouveau restaurant de 1998" de la Fondation James Beard pour "Babbo Ristorante e Enoteca"
- 1999 : « Homme de l’année » dans la catégorie chef de GQ
- 2001 : D’Artagnan Cervena Who’s Who of Food & Beverage in America
- 2002 : « Meilleur chef : New York » de la James Beard Foundation
- 2004 : Trois étoiles du New York Times pour « Babbo Ristorante e Enoteca » de Ruth Reichl.
- 2005 : « Prix du chef cuisinier exceptionnel par excellence » de la Fondation James Beard (prix national)
- 2008 : Une étoile au guide Michelin, Babbo Ristorante e Enoteca
- 2008 : « Meilleur restaurateur » pour Joe Bastianich/Mario Batali pour Babbo Ristorante e Enoteca de la Fondation James Beard
- Intronisation au Temple de la renommée culinaire.

## Œuvres
- Mario Batali Simple Italian Food : Recipes from My Two Villages (1998),  (ISBN 0-609-60300-0)
- Mario Batali Holiday Food : Family Recipes for the Most Festive Time of the Year (2000),  (ISBN 0-609-60774-X)
- Vino Italiano : Les vins régionaux d’Italie (contributeur) (2002),  (ISBN 0-609-60848-7)
- Le livre de recettes Babbo (2002),  (ISBN 0-609-60775-8)
- Le palais de l’artiste (avant-propos) (2003),  (ISBN 0-7894-7768-8)
- Molto Italiano : 327 recettes italiennes simples à cuisiner à la maison (2005),  (ISBN 0-06-073492-2)
- Mario Tailgates NASCAR Style (2006),  (ISBN 0-89204-846-8)
- Espagne... Un voyage culinaire (2008), écrit avec Gwyneth Paltrow, et Julia Turshen.  (ISBN 978-0-06-156093-4)
- Italian Grill (2008), écrit avec Judith Sutton.  (ISBN 978-0-06-145097-6)
- Molto Gusto : Easy Italian Cooking (2010), écrit avec Mark Ladner.  (ISBN 978-0-06-192432-3)
- Molto Batali : Des repas simples en famille de chez moi au vôtre (2011),  (ISBN 978-0-06-209556-5)
- Amérique – De la ferme à la table : des recettes simples et délicieuses célébrant les agriculteurs locaux rédigées avec Jim Webster
- Été méditerranéen, une saison sur la Côte d’Azur et la Costa Bella (2007), écrit par David Shalleck et Erol Munuz  (ISBN 978-0-7679-2048-3)
- Avant-propos de Mario Batali
- Batali est aussi un sujet principal du livre de Bill Buford Heat : An Amateur s Adventures as Kitchen Slave, Line Cook, Pasta-Maker, and Apprentice to a Dante-Quote Butcher in Tuscany (2007),  (ISBN 978-1400034475)